# Seydlitz (Schiff, 1903)
Das kombinierte Fracht- und Passagierschiff Seydlitz war das dritte Schiff der Reichspostdampfer der Feldherren-Klasse des Norddeutschen Lloyd (NDL). Es war benannt nach dem preußischen Kavalleriegeneral Friedrich Wilhelm Freiherr von Seydlitz-Kurzbach (1721–1773).
Das Schiff wurde auf fast jeder Linie des NDL eingesetzt und entkam unmittelbar vor dem Ausbruch des Ersten Weltkriegs noch aus Sydney nach Chile. Dort stieß die Seydlitz im Herbst 1914 als Versorger zum Kreuzergeschwader, mit dem sie zu den Falklandinseln marschierte. Sie konnte als einziges der Versorgungsschiffe bei der Vernichtung des Kreuzergeschwaders entkommen und fand in Argentinien Zuflucht bis zum Kriegsende.
Als Teil des Columbus-Abkommens brauchte die Seydlitz nicht an die Siegermächte ausgeliefert werden. Sie kam Ende 1921 als erstes Hochsee-Passagierschiff des NDL wieder in Dienst und eröffnete die Passagierdienste nach Süd- und Nordamerika. 1933 wurde das Schiff dann abgewrackt.

## Geschichte

### Reichspostdampfer
Der Reichspostdampfer Seydlitz war das dritte Schiff der Feldherren-Klasse und wurde von der Danziger Schichau-Werft zum Preis von 3,89 Millionen Goldmark gebaut, die schon das Typschiff Ziethen dieser Klasse gefertigt hatte. Bemerkenswert ist, dass  diese Werft fünf der für den NDL wichtigen Reichspostdampfer fertigte, während Werft und Reederei wegen der Nichtabnahme des Schnelldampfers Kaiser Friedrich einen Rechtsstreit durch alle Instanzen führten.
Die Seydlitz fuhr ab dem 5. August 1903 im Reichspostdampfer-Dienst zwischen Europa und Ostasien (insgesamt sechs Rundreisen) und ab Februar 1905 auch nach Australien (18 Rundreisen). Dazu kamen sieben Rundreisen zwischen Europa und New York zwischen März 1906 und April 1914, eine Reise nach Philadelphia im Oktober 1913 sowie die einzige Südamerikafahrt eines Reichspostdampfers im März 1913.
Im Oktober 1913 konnte sie auf dem Weg nach Philadelphia mit vielen anderen Schiffen (u. a. dem NDL-Dampfer Grosser Kurfürst) im Atlantik dem in Brand geratenen britischen Auswandererschiff Volturno helfen und 46 Schiffbrüchige retten.
Am 3. Juni 1914 war die Seydlitz planmäßig nach Australien ausgelaufen. Zu Beginn des Ersten Weltkrieges befand sich das Schiff in Sydney. Es konnte aber den Hafen am 3. August 1914 noch verlassen und floh unter Kapitän Leuß nach Valparaíso (Chile).
Bis zum Kriegsbeginn verhandelten NDL und Hapag über eine künftige Zusammenarbeit auf der Ostasienlinie. Die deutschen Großreedereien plante einen gemeinsamen Dienst ab dem 15. Oktober 1914, der durch die an die Hapag abgegebene Seydlitz eröffnet werden sollte.

### Kriegseinsatz
Als das deutsche Ostasiengeschwader unter Vizeadmiral Graf Spee vor der südamerikanischen Küste erschien, lief die Seydlitz nach dem  Seegefecht bei Coronel mit 4150 t Kohlen an Bord zur St.-Quentin-Bucht, um das Geschwader ab dem 21. November zu versorgen. Sie übernahm auch von anderen deutschen Dampfern Kohlen und folgte dem Geschwader als eines von drei Hilfsschiffen am 26. November in den Atlantik.
Am 8. Dezember traf das Geschwader bei den Falklandinseln auf ein überlegenes britisches Geschwader und wurde im Seegefecht bei den Falklandinseln vernichtet. Nur der Kleine Kreuzer Dresden und die Seydlitz konnten entkommen. Ein Zusammentreffen der beiden flüchtigen Schiffe gelang nicht. Die Seydlitz versteckte sich in verschiedenen patagonischen Häfen (San Antonio 10. Dezember, San Jose) und wurde schließlich am 24. Januar 1915 in Puerto Militaire, Bahía Blanca, Argentinien, interniert. 1917 zerstörte die Besatzung die Schiffsmaschine.

### Zwischenkriegsjahre
Nach Kriegsende brauchte das Schiff aufgrund des Columbus-Abkommens vom August 1921 (wie das Schwesterschiff Yorck und vier weitere Schiffe: Gotha, Göttingen, Holstein, Westfalen) nicht an die Siegermächte ausgeliefert werden.
Nach Reparatur und Umbau mit Einrichtungen für 666 Passagiere in einer II. und III. Klasse fuhr die Seydlitz unter Kapitän Rehm ab dem 12. November 1921 als erstes Passagierschiff des NDL nach dem Weltkrieg über La Coruña, Villagarcía de Arosa, Vigo nach Brasilien und zum Río de la Plata. Nach dieser Fahrt führte die Seydlitz ab dem 11. Februar 1922 auch noch die erste Reise nach dem Krieg mit Passagieren in die USA durch. 1927 fuhr die Seydlitz (wie die Yorck und die Hannover) vor allem mit Fracht auf der Linie Hamburg-Bremerhaven-Philadelphia-Baltimore. Im Januar 1928 wurde das Schiff umgebaut und erhielt eine Passagiereinrichtung mit einer Kabinen-, Touristen- und III. Klasse. Es wurde jetzt auf der Linie nach Havanna und Galveston eingesetzt. Am 27. Juni 1931 begann die letzte Rückreise der Seydlitz in Galveston.
 Im Juli 1931 musste sie, wegen der Weltwirtschaftskrise, in Bremerhaven aufgelegt werden. 1933 wurde die Seydlitz im Technischen Betrieb des NDL zerlegt und abgebrochen.